# Aptesis habermehli
Aptesis habermehli är en stekelart som beskrevs av Sawoniewicz 2003. Aptesis habermehli ingår i släktet Aptesis och familjen brokparasitsteklar. Inga underarter finns listade.